# Borba (Amazonas)
Borba é um município brasileiro no interior do estado do Amazonas, Região Norte do país. Localiza-se a sul de Manaus, capital do estado, distando desta cerca de 208 quilômetros. Sua população, estimada pelo IBGE em 2021, era de 42 328 habitantes, sendo assim o décimo-quinto município mais populoso do estado e o terceiro de sua microrregião. Seu Índice de Desenvolvimento Humano (IDH) é de 0.599, de acordo com dados de 2000, o que é considerado médio pelo Programa das Nações Unidas para o Desenvolvimento (PNUD).
Ocupa uma área de 44 251,185 km², o que representa 2.8172% do território do estado do Amazonas, além de 1.1484% do território da Região Norte do Brasil e 0.5208% de todo o território brasileiro. Desse total 3,1542 estão em perímetro urbano. Borba é o vigésimo maior município do Brasil em área territorial. A densidade demográfica é de 0,80 hab/km².
A vegetação do município é composta majoritariamente pelo bioma amazônico, por se situar na regiao Amazônica. A taxa de urbanização de Borba em 2010 era de 41,29%.

## História

### Primórdios
Borba tem suas origens voltadas ao século XVIII, especificamente ao ano de 1728, quando o Padre João Sampaio, da Companhia de Jesus, aportou na localidade. Até então, o lugar era um agrupamento de índios muras, situado à margem direita do rio Madeira e chamado de Sapucaia-Oroca.
O Padre João Sampaio, que tinha por objetivo difundir o catolicismo na região, havia iniciado sua trajetória religiosa em 1712, na região de Canumã e Abacaxis, onde construiu casas, igrejas e formou núcleos de povoações, sempre de cunho religioso.
Segundo a tradição dos nativos, os habitantes tributavam culto a Tupana, o que dificultou a primeira aproximação dos índios muras, considerados como perigosos, com os portugueses. A aproximação deu-se através da grande experiência catequista do jesuíta João Sampaio, tendo fundado a aldeia do Trocano, que tornou-se a mais alta povoação do rio Madeira e teve apenas quinze anos de vida jesuítica. Curiosamente, a aldeia do Trocano não foi o primeiro povoamento fundado pelo padre: Este já havia fundado a  Aldeia de Santo Antônio das Cachoeiras, próxima ao rio Jamari, que já se encontrava em avançado estado de desenvolvimento e ocupação.
Após a criação da Capitania de São José do Rio Negro - que originou o estado do Amazonas - em 1755, o Governador e General do Grão-Pará e Maranhão, Francisco Xavier de Mendonça Furtado elevou o povoado à categoria de Vila de Borba Nova, com o objetivo de contribuir para o povoamento da capitania. Tal feito recebeu grandíssima relevância, tendo em vista que o Governador foi pessoalmente ao povoado para cumprir o objetivo.
Entre as iniciativas tomadas por Mendonça Furtado para incrementar o povoamento da região do atual município de Borba e da capitania, estão a concessão de favores políticos  e ofertas de instrumentos agrícolas aos portugueses que aceitassem manter casamento com índias. Essas uniões matrimoniais, entre portugueses e nativos, iniciaram-se em um curto período em Borba.
O distrito e município foram criados em 1756, com o nome de Borba, a Nova. Após a pacificação dos silvícolas, houve prosperidade em toda a região do rio Madeira. O apogeu de Borba deu-se a partir de 1785, quando a vila passou a cultivar café e exportar para Belém, até então capital do Grão-Pará. Após a independência do Brasil, em 1822, nativistas insuflaram os índios muras, que acabaram por invadir a vila em 1833, à cata de portugueses. Entre 1835 e 1839, Borba resistiu aos cabanos, apesar de registrar violentos ataques destes.

### Formação administrativa e história recente
Após viver por 77 anos com a condição de município, Borba perdeu-o em 1833, através da Lei Geral de 17 de maio. Sua hegemonia municipal foi várias vezes restabelecido e suprimido. Por fim, sua condição de município definitiva veio com a Lei n.° 781, de 26 de setembro de 1888, com território desmembrado do município de Manaus. Com o início do período republicano no Brasil, criou-se a Lei n.° 33, de 4 de novembro de 1892, que confirmou a sua situação atual de município do Amazonas. O Decreto-Lei estadual n.º 68, de 31 de março de 1938, concedeu foros de cidade à localidade. O termo judiciário data de 1891. A comarca do município é datada de 1894, sendo restaurada várias vezes. Sua última reinstalação ocorreu em 4 de janeiro de 1929, por conta da Lei n.º 1.397.
Em 1955, dois de seus distritos foram emancipados: Foz do Aripuanã e Sumaúma, ambos em 19 de dezembro, desanexados para formarem novo município. Atualmente, Borba é um dos 62 municípios do Amazonas. Além da sede municipal, compõe-se de 2 distritos: Axinim e Canumã.

## Geografia
O município de Borba está localizado no estado do Amazonas, na Mesorregião do Sul Amazonense, que engloba 10 municípios do estado distribuídos em três microrregiões, sendo que a microrregião à qual o município pertence é a Microrregião do Madeira, que reúne cinco municípios: Borba, Apuí, Humaitá, Manicoré e Novo Aripuanã. É distante 215 quilômetros de Manaus, capital do estado.
A área territorial do município é de 44.251,19 km², representando 2,8172% da área do estado do Amazonas, 1,1484% da área da região Norte brasileira e 0,5208% de todo o território brasileiro. Desse total 3,1542 km² estão em perímetro urbano. Situa-se em uma latitude de 04º 23' 16" S e uma longitude de 59º 35' 38" W. Sua altitude é de 45 metros em relação ao nível do mar.

### Municípios limítrofes
A cidade de Borba faz limites territoriais com os municípios de Autazes, Nova Olinda do Norte e Careiro ao norte; Beruri ao oeste; Novo Aripuanã e Manicoré ao sul; e Maués ao leste.
Seu limite com Autazes se inicia na confluência do igarapé Traíra com o rio Tupana, descendo este rio por linha mediana até alcançar sua confluência com o rio Preto do Igapó-Açu. A partir de então, o divisor de águas dos rios Madeira-Paraná e Autaz-Açu passa a ser usado como limite territorial entre os dois municípios, até alcançar sua interseção com a margem esquerda do rio Madeira. O limite entre Borba e Nova Olinda do Norte começa na interseção da margem esquerda do rio Madeira com o paralelo do igarapé da Boca do paraná do Canumã. Este lago, por sua vez, é usado como linha divisória até alcançar o rio Abacaxi. Por último, o fim dos limites territoriais é delimitado na confluência do rio Abacaxi com o igarapé da Castanha.
Borba e Careiro iniciam seus limites de área na rodovia BR-319, nas margens do rio Tupana. Segue-se a divisão deste rio até a confluência do igarapé Traíra. Já os limites entre Borba e Beruri se iniciam Começa na interseção no rio Luna com o eixo da rodovia BR-319, esta rodovia, no sentido da sede do município de Manaus, serve como linha divisória até alcançar sua interseção com o rio Tupana.
O rio Sucunduri e o lago Acará serve como limite territorial entre Borba e Novo Aripuanã. Este igarapé, por sua linha mediana, é usado como divisor, alcançando a  confluência do igarapé Acarazinho. Por último, os rios Madeira, Preto e o igarapé Surubim marcam o fim dos limites territoriais entre os dois municípios. Para dividir os limites territoriais entre Borba e Manicoré, novamente se usa a BR-319. Além desta, usa-se também os rios Preto do igapó-Açu, Madeira, igarapé Surubim e por último, o rio Luna.
Para delimitar os limites territoriais entre Borba e Maués, usa-se principalmente o igarapé Castanha e o rio Abacaxi. Na confluência destes dois rios, se inicia os limites territoriais entre os dois municípios, seguindo por linha mediana, até alcançar suas cabeceiras no divisor de águas rios Sucunduri e Tapajós. Na região sudeste, o divisor passa a ser o rio Teles Pires e São Manoel com o rio Juruena.

## Subdivisões
Borba é formada por cinco bairros oficiais, de acordo com a divisão administrativa da Prefeitura. Seu bairro mais populoso é o Recreio, cuja população é de 4 414 habitantes, de acordo com o Censo brasileiro de 2010 do IBGE.
| Posição | Bairro        | Domicílios particulares e coletivos (2010) |
| ------- | ------------- | ------------------------------------------ |
| 1       | Centro        | 1 115                                      |
| 2       | Cristo Rei    | 527                                        |
| 3       | Recreio       | 1 049                                      |
| 4       | São Sebastião | 424                                        |
| 5       | Ipiranga      | 363                                        |

| Posição | Bairro        | População (hab. 2010) |
| ------- | ------------- | --------------------- |
| 1       | Recreio       | 4 414                 |
| 2       | Centro        | 4 204                 |
| 3       | Cristo Rei    | 2 171                 |
| 4       | São Sebastião | 1 877                 |
| 5       | Ipiranga      | 1 768                 |

## Economia
O Produto Interno Bruto (PIB) de Borba é o quarto maior de sua mesorregião e o 19º maior do estado. De acordo com dados do IBGE, relativos a 2010, o PIB do município era de R$ 170,912 mil. e o PIB per capita era de R$ 4 960,88. O PIB apresentou aumento, comparado a 2009 quando registrou 119 983 mil e um PIB per Capita de R$ 3.692,70. Destaca-se, sobretudo, na área de prestação de serviços, pecuária e agricultura.
| Serviços     | 75 % |
| Agropecuária | 15 % |
| Indústria    | 10 % |

Em 2010, a cidade possuía 93 unidades locais, 90 empresas atuantes e 1 691 trabalhadores nestas empresas. Destes, 1 615 eram assalariados. O salário mensal de todo o município era de 1,6 salários mínimos, em média.

### Setor primário
O setor primário em Borba é bem desenvolvido e constitui-se como a principal base da economia. Entre as produções da agricultura do município, destacam-se o mamão, maracujá, laranja, banana, abacate, coco-da-baía, limão e urucu. Foram produzidos em 2010, 25 000 toneladas de mamão, 20 000 de maracujá, 16 500 de laranja, 12 000 de banana, 5 000 de abacate, 4 000 de coco-da-baía, 5 250 de limão e 2 000 toneladas de urucu. Na lavoura temporária, em 2010, os destaques ficaram com as produções de melancia (3.295 toneladas), mandioca (3.060 toneladas) e milho (400 toneladas), e na permanente as principais foram o mamão (1.250 toneladas), maracujá (1.200 toneladas), banana (900 toneladas) e cacau (771 toneladas).
Segundo o IBGE, em 2010, o município possuía um rebanho de 4 354 bovinos, 790 suínos, 16 equinos, 250 caprinos, 1 100 ovinos, 2 066 bubalinos e 3 929 aves, sendo que destas, 1 600 eram galinhas e 2 329 eram galos, frangos e pintinhos. Há ainda de se destacar que, foram produzidos em 2010 14 mil litros de leite de 18 vacas, além de 14 mil dúzias de ovos de galinha e 210 quilos de mel-de-abelha.

## Educação
Borba vem atingindo uma nota estável no Índice de Desenvolvimento da Educação Básica (IDEB) nos últimos anos. O município saltou de 2,7 pontos obtidos no indicador, em 2005, para 3,8 pontos em 2011. O crescimento vem se mantendo estável, embora com pouca progressividade. De acordo com dados do indicador em 2011, de cada 100 alunos do ensino fundamental residentes no município, 18 não alcançaram posições satisfatórias, o que gerou um fluxo de 82% de aprovação. As notas padronizadas das disciplinas de língua portuguesa e matemática, tidas como as principais do ensino brasileiro, ficou em 4,60 pontos, sendo consideradas baixas. O indicador aponta, ainda, que 12% das instituições de ensino do município atingiram a meta proposta, enquanto outras 6% registraram queda.
A instituição de ensino municipal que obteve o melhor registro no IDEB em 2011, nos primeiros anos do ensino fundamental, foi a Escola Municipal Professor Alcides Brandão de Sá, que registrou 4,7 pontos, seguida da Escola Doutor Adelino Costa, que registrou 4,6 pontos. Entretanto, a melhor nota obtida foi da Escola Estadual Monsenhor Coutinho, registrando 5,0 pontos no IDEB. Nos últimos anos do ensino fundamental, as melhores notas registradas foram da Escola Municipal Professor Alcides Brandão de Sá (4,5 pontos) e Escola Estadual Conego Bento José de Souza (4,4 pontos).
Além de instituições de ensino primários, não há no municípios unidades que ofereçam ensino superior.

## Comunicações

### Telefonia
No sistema móvel (celular), Borba era servido apenas por uma operadora, a Oi ate meados de 2011. No entanto a partir de junho de 2012 foi estabelecida na cidade o sistema de telefonia da operadora Vivo e a partir de 2016 a operadora Claro e a Tim entraram em funcionamento no município com internet 4.5G.

### Internet
O sistema de internet do município é fornecido através de 3 principais empresas de internet via rádio e fibra optica: PPLink.net, RL siditelecom e RV Connect. Ambas com 100% de cobertura na cidade e em algumas comunidades adjacentes.